# بوژیوو
بوژیوو (به چکی: Božejov) یک منطقهٔ مسکونی در جمهوری چک است که در ناحیه پلهریموو واقع شده‌است. بوژیوو ۹٫۳۲ کیلومتر مربع مساحت و ۶۳۷ نفر جمعیت دارد و ۶۰۲ متر بالاتر از سطح دریا واقع شده‌است.